# 콘라트 뵈커

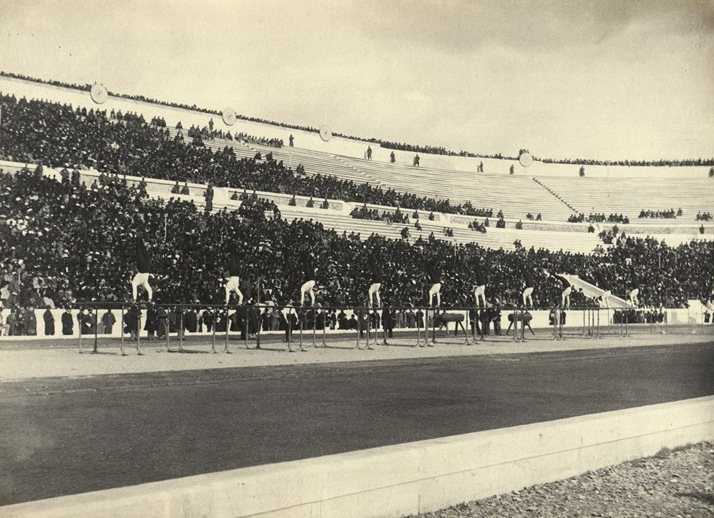

콘라트 뵈커(독일어: Conrad Böcker, 1870년 ~ 1936년)는 독일의 체조 선수이다. 그는 아테네에서 열린 1896년 하계 올림픽에 참가했다.
뵈커는 독일 체조 팀에 속했으며 단체 평행봉과 단체 철봉 종목에서 금메달을 땄다. 철봉, 평행봉, 도마, 안마 개인 종목에 출전했으나 성공을 거두지는 못했다.